# Crinum buphanoides
Crinum buphanoides är en amaryllisväxtart som beskrevs av Friedrich Welwitsch och John Gilbert Baker. Crinum buphanoides ingår i släktet Crinum, och familjen amaryllisväxter. Inga underarter finns listade i Catalogue of Life.